# جميل جدا (مسلسل)
"جميل جداً" هو مسلسل درامي سعودي ينتمي إلى الكوميديا السوداء من تأليف وبطولة الفنانة السعودية سارة طيبة، التي قامت أيضاً بكتابة السيناريو بمساعدة المخرج أنس باطهف، ويضم المسلسل مجموعة من الفنانين والممثلين السعوديين، وهو من إخراج أنس باطهف وإنتاج استديوهات ام بي سي (MBC Studios). 
يتألف المسلسل من 6 حلقات تبلغ مدة كل واحدة منها 30 دقيقة، وتدور أحداثه حول فتاة تدعى "جميل" تستيقظ من غيبوبة طويلة بعد أن تعرضت لحادث سيارة لتجد أن حياتها تغيرت كلياً.
يجسد هذا العمل قصة "جميل" الحزينة والمأساوية بقالب كوميدي، وتقوم الشخصية الرئيسية برواية الأحداث بنفسها وتطلع المتابعين على مشاعرها وآرائها، وهو من "أعمال شاهد الأصلية" وبدأ عرضه عبر منصة "شاهد" من 7 فبراير 2022.

## القصة
تدور أحداث مسلسل "جميل جداً" حول البطلة "جميل" أو "جوجو" التي تعيش في السعودية في مدينة جدة مع والديها، وتستيقظ في المستشفى من غيبوبة دامت خمس سنوات بسبب تعرضها لحادث سيارة وهي في طريقها إلى مدرستها الثانوية للخضوع للامتحان النهائي. تجد "جميل" البالغة من العمر 24 سنة أن حياتها قد قُلِبَت رأساً على عقب وكلّ ما فيها تغير، وحتى العالم بأسره تغير بعد تفشي فيروس كورونا.
تعود "جميل" لمقاعد الدراسة لمتابعة دراستها الثانوية، حيث تتعرض للتنمر من زميلاتها بسبب فارق السن بينهن. ثم تتوالى الصدمات عليها حيث تكتشف أن والديها قد انفصلا وأن والدها غادر المنزل واختفى، في حين أن والدتها قد تزوجت من رجل آخر، كما تجد أن خطيبها ارتبط بصديقتها المقرّبة، مما أغضبها وجعلها تقرر الانتقام من كل شخص تسبب في أذيتها.

## أبرز الشخصيات
أدت الممثلة السعودية سارة طيبة دور البطولة في مسلسل "جميل جدا" وذلك من خلال لعب دور شخصية "جميل" الفتاة التي تستيقظ من غيبوبة دامت لخمس سنوات، فتجد نفسها في عالم جديد كلياً، ومن أبرز الشخصيات في المسلسل:
-       جميل (سارة طيبة)
-       نور (سعد عزيز)
-       سلوى (رهف إبراهيم)
-       عفاف (مي حكيم)
-       عاصم (أسامة القس)
-       نوران  (نورا خورشيد)
-       شهد (سمر ششة)
-       شاهيناز (ريم الحبيب)
-       حمادة (إسماعيل الحسن)
-       باهر الفقي (هشام فقيه)
-       رولا (دارين البايض)